# Čubura (gmina Merošina)
Čubura (cyr. Чубура) – wieś w Serbii, w okręgu niszawskim, w gminie Merošina. W 2011 roku liczyła 84 mieszkańców.